# Кинг-Салмон (аэропорт)
Аэропорт Кинг-Салмон (англ. King Salmon Airport), (ИАТА: AKN, ИКАО: PAKN, FAA LID: AKN) — государственный гражданский аэропорт, расположенный в населённом пункте Кинг-Салмон (Аляска), США. Прежнее название аэропорта — Военно-воздушная база Накнек по имени близлежащей реки Накнек.

## Операционная деятельность
Аэропорт Кинг-Салмон занимает площадь в 2 136 гектар, расположен на высоте 22 метров над уровнем моря и эксплуатирует три взлётно-посадочные полосы, одна из которых предназначена для обслуживания гидросамолётов:
- 11/29 размерами 2591 х 46 метров с асфальтовым покрытием;
- 18/36 размерами 1225 х 30 метров с асфальтовым покрытием;
- NW/SE размерами 1219 х 152 метров (вода).

За период с 1 января 2006 по 1 января 2007 года Аэропорт Кинг-Салмон обработал 51 300 операций по взлётам и посадкам самолётов (в среднем 140 операций в день), из которых 66 % заняли рейсы авиации общего назначения, 32 % — аэротакси, 1 % составили регулярные коммерческие рейсы и 1 % — рейсы военной авиации. В данный период в аэропорту базировалось 42 воздушных судна, из которых 79 % — однодвигательные, 14 % — многодвигательные и 7 % — вертолёты.